# Maria Rickmers (Schiff, 1892)
Die Maria Rickmers war die zweite Fünfmastbark in der Welthandelsflotte nach der France. Sie war mit einer Dampfmaschine für den Antrieb (Auxiliarsegler) ausgerüstet. Wegen dieser Dampfmaschine wurde sie eher als Segeldampfer denn als Segelschiff angesehen.

## Beschreibung
Am 18. Dezember 1891 lief der stählerne Rumpf der Bark auf der Werft von Russell & Co. in Port Glasgow, Schottland, für die Rickmers Reismühlen, Rhederei- und Schiffbau AG, Bremerhaven, vom Stapel, getauft auf den Namen der Gattin von Peter Rickmers', einem der Firmeneigner, Maria Rickmers. Ein großer, schwarzer Schornstein für die Hilfsdampfmaschine mit dem Emblem der Reederei (grün-rot-weiße Querstreifen (Flagge Helgolands) mit großem weißem „R“ in der Mitte) befand sich nach Fertigstellung zwischen Kreuzmast und Besanmast (4. und 5. Mast). Deswegen wurden zwischen Besan- und Kreuzmast nur zwei Stagsegel gefahren (kein unteres Besanstagsegel). Der Schiffsrumpf war in Reedereitradition grün (Überwasserschiff) und rot (Wasserpass und Unterwasserschiff) mit einem weißen Streifen gemäß den Reedereifarben gestrichen. Das Schiff war als Dreiinselschiff gebaut. Neben der Back und Poop hatte es ein drittes Deck mittschiffs oberhalb des Hauptdecks, das sich von einer Bordwand zur anderen erstreckte. Diese Art Deck wird auch als „Liverpoolhaus“ bezeichnet, da Segelschiffe aus Liverpool, England, mit diesem Aufbau zuerst ausgerüstet waren.
Die Stahl-Rahmasten bestanden aus drei Segmenten (Untermast, Mars- und Bramstenge (letztere mit Royal- und Skystenge als ein Stück)), der Besanmast (5. Mast) hatte eine Stenge und eine Gaffel. Die Masten hießen: Fockmast, Großmast, Mittelmast, Kreuzmast (Achter-), Besanmast. Sie führte doppelte Mars- und Bramsegel und Royals an den vier Rahmasten, dazu als einziger der Fünfmastrahsegler Skysegel an Fock-, Groß- und Mittelmast. Ein Teil des Laderaums im achteren Teil des Schiffes war für die Hilfsmaschine und ihre ca. 600 t Kohle als Betriebsstoff reserviert. Sechs Mann der Besatzung (2 Heizer, 2 Kohlentrimmer, 2 Maschinisten) für Wartung und Betrieb der Hilfsdampfmaschine waren zusätzlich abgestellt. Dieser Umstand hätte langfristig die Rentabilität des Schiffes reduziert, wie es bei ihrer späteren Reedereischwester R. C. Rickmers beobachtet wurde.

## Geschichte
Die riesige Bark machte nur eine Reise, ihre Jungfernfahrt. Sie segelte von Bremerhaven (Anfang März 1892) nach Barry (Wales) in Ballast und lief am 15. März 1892 von dort über Cardiff nach Singapur „for orders“ (für neue Anweisungen) mit einer Ladung Kohle aus. Während der Löscharbeiten in Singapur erkrankte ihr Schiffsführer, Kapitän Johann Gennerich, und verstarb wenige Tage später in einem Singapurer Krankenhaus. Kurz vor seiner Erkrankung hatte er ein Telegramm der Reederei erhalten, die darin ihr Missfallen über die 80-Tage-Reise (ohne Einsatz der Hilfsmaschine) zum Ausdruck brachte. Der Erste Steuermann Adolph Wiethoff übernahm die Schiffsführung, und unter seiner Leitung verholte das Schiff in Ballast nach Saigon, um eine Ladung von 56.727 Säcken Reis für die eigene Rickmers Reismühlen GmbH einzunehmen. Von dort ging das Schiff am 14. Juli 1892 Richtung Bremerhaven in See, blieb jedoch im Indischen Ozean verschollen, nachdem sie die Sundastraße passiert hatte (letztes Signal nach Anjer Point [Indonesien] am 24. Juli 1892).
Allgemein wird berichtet, dass man nie wieder etwas von der Maria Rickmers gehört habe und auch keine Wrackteile gefunden worden seien. Dies führte zu einer Reihe von Theorien, was das Verschwinden des Fünfmasters anbetraf: ein Taifun, eine Weiße Bö, Piraten, Kentern durch verrutschte, unsachgemäß gestaute Ladung, Überforderung der Mannschaft etc.
Davon abweichend berichtet jedoch das Tagebuch des James Thomas Aikman vom Untergang der Maria Rickmers in der Sundastraße während eines Taifuns; auch seien dort anschließend entsprechende Wrackteile gefunden worden.
Das Schiff war das größte Segelschiff seiner Zeit, existierte jedoch nur sieben Monate – die kürzeste Lebensspanne aller neun Fünfmastrahschiffe.

## Schiffsdaten
- Konstruktion: Stahlrumpf als Dreiinselschiff, Stahluntermasten
- Rigg: Fünfmastbark, dopp. Mars- & Bram-, Royal-, 3 Skyrahen; Mars- & Bramstengen (mit Royal-/Skystenge ein Stück); Besanmast mit Stenge und Gaffel
- Mastfolge: Fockmast, Großmast, Mittelmast, Kreuzmast (Achtermast), Besanmast
- Anzahl der Decks: zwei durchgehende Stahldecks, partielles Deck (Stahl/Holz) als Brückendeck, dazu Poop und Back; oberstes Deck mit Teakholz beplankt
- Stapellauf: 18. Dezember 1891
- Jungfernfahrt: 1. März 1892 über Barry (Wales), Cardiff (Wales) (15. März 1892) und Singapur nach Saigon (Vietnam)
- Unterscheidungssignal: QFPC
- Bauwerft: Russell & Co., Port Glasgow, Schottland
- Reederei: Rickmers Reismühlen, Rhederei und Schiffbau A.-G., Bremerhaven
- weitere Reedereien: --
- weitere Namen: --
- Heimathafen: Bremerhaven
- Galionsfigur: ja, Figur der Maria Rickmers
- Länge über alles (Lüa): 135 m (514' 1")
- Länge Galion-Heck (Rumpflänge): 123,3 m (404' 6")
- Länge auf Deck: 118,3 m (388' 1")
- Länge in der KWL: 114,47 m (375' 7")
- Länge zwischen den Loten (LzL, LPp): 112,22 m (368' 2")
- Breite: 14,63 m (48' 0")
- Raumtiefe: 7,72 m (25' 4")
- Seitenhöhe: 8,82 m (28' 11")
- Tiefgang: 7,2 m (23' 7")
- Vermessung: 3.822 BRT (Bruttoregistertonnen) / 3.344 NRT (Nettoregistertonnen)
- Verdrängung (Schiffs- und Ladungsmasse): ~9.500 tons
- Ladekapazität/Tragfähigkeit: 5.300 tons (1 ton = 1,016 t); mit Kohlenladung für die Dampfmaschine: ~5.900 tons
- Segelfläche: 5.300 m² (44 Segel: 27 Rah-, 11 Stag-, 4 Vorsegel, 2 Besane)
- Masthöhe: 57 m (Flaggenknopf – Deck), 63 m (Flaggenknopf – Kiel)
- Baukosten: 926.000,00 Mark
- Hilfsantrieb: 3-Zylinder-Dampfmaschine von 750 PS
- Klassifikation: Lloyd’s +100A
- Erster Schiffsführer: Johann D. G. Gennerich
- weitere Kapitäne: Adolph Wiethoff (Erster Steuermann)
- Besatzung: 38 Mann
- Höchstgeschwindigkeit: 15 kn unter Segel; 8 kn unter Dampf
- Bestes Etmal: 303 sm
- Besonderheiten: großer schwarzer Schornstein mit Firmenemblem zwischen Kreuzmast und Besanmast, Skysegel an Fock-, Groß- und Mittelmast